# Val Palot
Val Palot è una valle e una località del comune di Pisogne, in provincia di Brescia. È attraversata dal torrente omonimo. È una località turistica e una stazione sciistica.
È localizzata lungo la strada che collega Pisogne a Pezzaze attraverso il colle di San Zeno.  Alcuni abitanti del luogo sostengono che la via di comunicazione sia antica (Gualtiero Laeng nel 1956 scrive del ritrovamento di incisioni rupestri in Val Palot) anche se non esistono prove concrete che validino questa tesi.
Fino alla Seconda guerra mondiale in Val Palot erano attive alcune miniere d'oro, le gallerie sono state chiuse da molti anni e non sono più accessibili.

## Toponimo
Alcuni abitanti locali sostengono che il nome Val Palot derivi dall'abbondanza di sassi nel greto del fiume (in dialetto bresciano balòt).